# Langues slaves du nord
 (mai 2024).
La mise en forme du texte ne suit pas les recommandations de Wikipédia : il faut le « wikifier ».
Les points d'amélioration suivants sont les cas les plus fréquents. Le détail des points à revoir est peut-être précisé sur la page de discussion.
- Les titres sont pré-formatés par le logiciel. Ils ne sont ni en capitales, ni en gras.
- Le texte ne doit pas être écrit en capitales (les noms de famille non plus), ni en gras, ni en italique, ni en « petit »…
- Le gras n'est utilisé que pour surligner le titre de l'article dans l'introduction, une seule fois.
- L'italique est rarement utilisé : mots en langue étrangère, titres d'œuvres, noms de bateaux, etc.
- Les citations ne sont pas en italique mais en corps de texte normal. Elles sont entourées par des guillemets français : « et ».
- Les listes à puces sont à éviter, des paragraphes rédigés étant largement préférés. Les tableaux sont à réserver à la présentation de données structurées (résultats, etc.).
- Les appels de note de bas de page (petits chiffres en exposant, introduits par l'outil «  Source ») sont à placer entre la fin de phrase et le point final[comme ça].
- Les liens internes (vers d'autres articles de Wikipédia) sont à choisir avec parcimonie. Créez des liens vers des articles approfondissant le sujet. Les termes génériques sans rapport avec le sujet sont à éviter, ainsi que les répétitions de liens vers un même terme.
- Les liens externes sont à placer uniquement dans une section « Liens externes », à la fin de l'article. Ces liens sont à choisir avec parcimonie suivant les règles définies. Si un lien sert de source à l'article, son insertion dans le texte est à faire par les notes de bas de page.
- La présentation des références doit suivre les conventions bibliographiques. Il est recommandé d'utiliser les modèles {{Ouvrage}}, {{Chapitre}}, {{Article}}, {{Lien web}} et/ou {{Bibliographie}}. Le mode d'édition visuel peut mettre en forme automatiquement les références.
- Insérer une infobox (cadre d'informations à droite) n'est pas obligatoire pour parachever la mise en page.

Pour une aide détaillée, merci de consulter Aide:Wikification.
Si vous pensez que ces points ont été résolus, vous pouvez retirer ce bandeau et améliorer la mise en forme d'un autre article.
L'expression langues slaves du Nord est utilisée dans trois principaux contextes :
- pour un certain nombre de groupements ou de subdivisions données des langues slaves. Cependant, le terme « slave du Nord » n'est en grande partie pas utilisé dans ce sens. Les érudits modernes divisent de manière générale les langues slaves en slave occidental, slave oriental et slave méridional[1].
- pour les langues slaves occidentale et orientale considérées comme une unité, en particulier lorsqu'elles sont comparées aux langues slaves du sud.
- pour un certain nombre de langues construites créées aux 20e et 21e siècles et dérivées de langues slaves existantes.

## Subdivisions proposées
Historiquement, le terme « Slave du Nord » a été employé dans le milieu académique depuis au moins la première moitié du XIXe siècle.  Par la suite, ce concept continua d'être utilisé dans diverses publications,.
On retrouve différentes utilisations du terme « Slaves du Nord » ou « langues Slaves du Nord » :

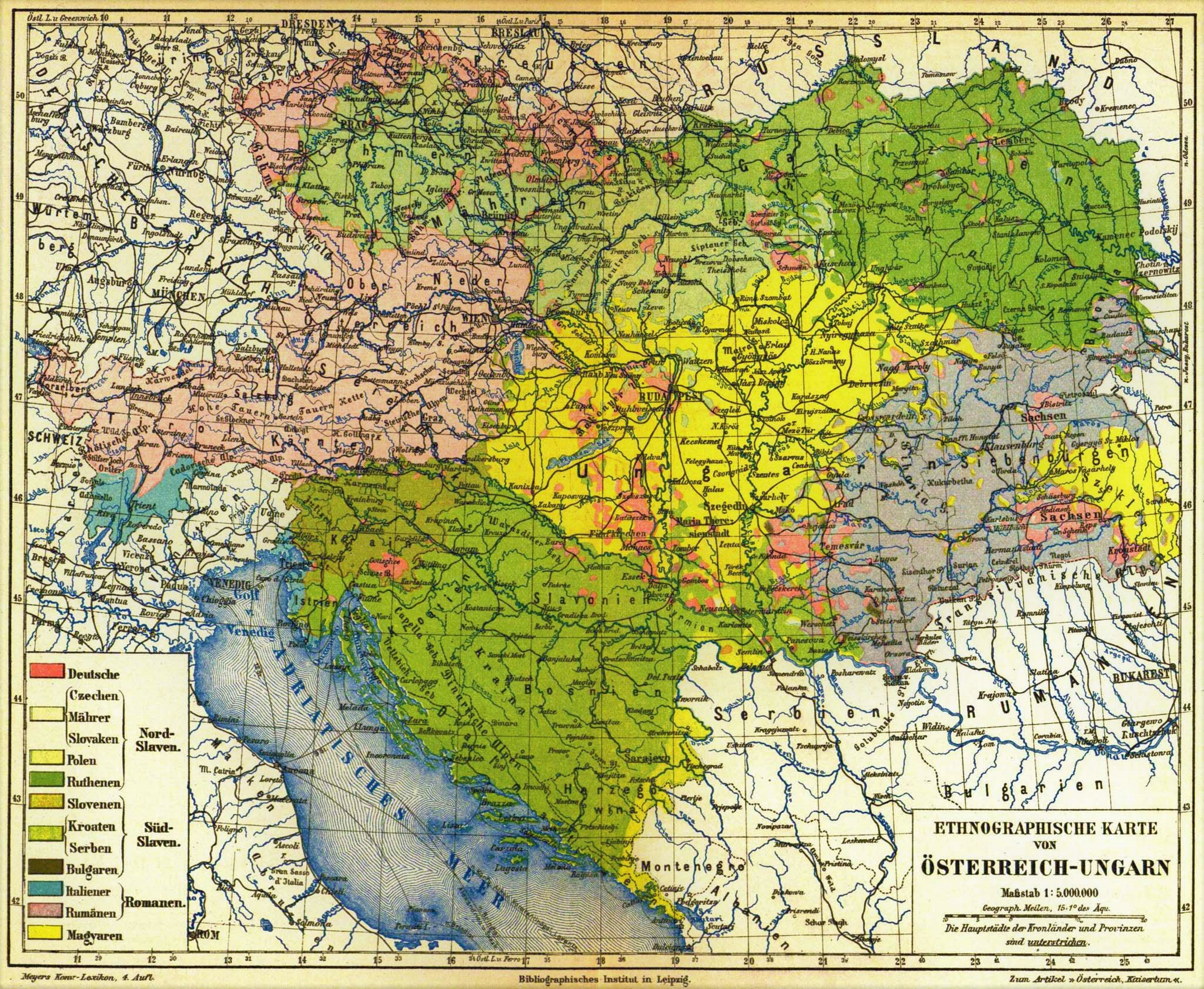
Sur cette carte de l'Autriche-Hongrie de Meyers Konversations-Lexikon (1890), les Tchèques, les Moraves, les Slovaques, les Polonais et les « Ruthènes » sont marqués comme « Slaves du Nord », tandis que d'autres groupes slaves sont marqués comme « Slaves du Sud ».

- Les termes de « Slaves du Nord », ou « Slaves hongrois du Nord » ont été utilisés comme synonymes de la combinaison de Slovaques et de Rusynes vivant dans les parties nord du Royaume de Hongrie (1526-1867) au sein de l'Empire autrichien par plusieurs écrits d'auteurs et hommes politiques slaves entre 1848 et 1861. Ils imaginaient les Slovaques et les Rusynes comme une nation ou un groupe ethnique composé de deux tribus égales (bien que Moravčík considérait les Rusynes comme une tribu subordonnée à la nation slovaque) qui habitait un ethno-territoire partagé (Slovaquie et Subcarpatie/ Transcarpathie) et avait droit à une représentation politique au Conseil impérial d'Autriche. [5]
- Les termes « Slaves du Nord », les « Tchèques » et les « Slovaques » ont été utilisés comme synonymes pour la combinaison des Tchèques, des Slovaques et des Rusniaks/Rustines (Rusyns) par Ján Thomášek (1841). L’ethno-territoire qu’il imagine correspond à celui de la Première République tchécoslovaque (1918-1938). [2]
- Comme synonyme de la combinaison des Tchèques, des Slovaques et des Polonais (aujourd'hui plus communément appelés « Slaves occidentaux »)[6].
- En tant que branche éteinte du slave. Anatoli Zhuravlyov (ru) a suggéré qu'il existait autrefois une branche distincte, aujourd'hui éteinte, des langues slaves du Nord, différente des langues slaves du Sud, de l'Ouest et de l'Est. Le dialecte autrefois parlé dans les environs de Novgorod (le dialecte du vieux Novgorod) contient plusieurs archaïsmes proto-slaves qui n'ont survécu dans aucune autre langue slave, et peut être considéré comme un vestige d'une ancienne branche slave du Nord. Un autre candidat est le slovince, appartenant au sous-groupe lekhitique[7].
- Une alternative ou une combinaison des langues slaves occidentales et slaves orientales en un seul groupe, en raison du fait que les dialectes slaves du sud ont été géographiquement coupés par la colonisation hongroise de la plaine pannonienne au 9e siècle, l'Autriche et la Roumanie étant des barrières géographiques, en plus de la mer Noire[8],[9]. En raison de cette séparation géographique, les Slaves du Nord et les Slaves du Sud se sont développés indépendamment les uns des autres, avec des différences culturelles notables ; à ce titre, divers théoriciens affirment que les communautés linguistiques souvent regroupées en sous-branches slaves occidentales et orientales partagent suffisamment de caractéristiques linguistiques pour être classées ensemble comme Slaves du Nord[10][page à préciser]. Les peuples slaves du Nord comprennent aujourd'hui les Biélorusses, les Tchèques, les Polonais, les Rusynes, les Russes, les Slovaques, les Sorabes et les Ukrainiens[8]. L'ukrainien et le biélorusse ont tous deux été fortement influencés par le polonais au cours des siècles passés en raison de leur proximité géographique et culturelle, ainsi qu'en raison de la polonisation de la population ruthène du Commonwealth polono-lituanien[11].

Les plus grandes disparités au sein de la famille des langues slaves se situent entre les langues slaves du sud et le reste des langues slaves[page à préciser].
Le professeur Michał Lesiów a dit un jour qu'« il n'y a pas deux langues dans la région slave qui soient aussi proches l'une de l'autre que le polonais et le ruthène »[pas clair]. Selon Kostiantyn Tyshchenko, l'ukrainien partage 70 % de vocabulaire commun avec le polonais et 66 % avec le slovaque, ce qui les place tous deux devant le russe (à 62 %) dans leur proximité lexicale avec l'ukrainien[pas clair]. En outre, Tyschenko a identifié 82 caractéristiques grammaticales et phonétiques de la langue ukrainienne – le polonais, le tchèque et le slovaque partagent plus de 20 de ces caractéristiques avec l'ukrainien, alors que le russe n'en partage apparemment que 11[pas clair]. Contrairement aux autres dialectes slovaques, les dialectes orientaux (parfois appelés slovjak) sont moins intelligibles avec le tchèque et plus avec le polonais et le rusyn[pas clair]. De nombreux chevauchements peuvent être trouvés entre les branches nord-ouest et nord-est, car même certains auteurs qui utilisent les catégories slaves occidentales et slaves orientales utilisent parfois le modèle slave du nord à la place lorsque c'est plus pertinent,. Tomasz Kamusella écrit que le début et la fin des continuums linguistiques sont généralement dictés par la politique plutôt que par la linguistique, ce qui est également le cas parmi les nations slaves du Nord. Les groupes majoritaires slaves du Nord comprennent aujourd'hui les Biélorusses, les Tchèques, les Cachoubes, les Polonais, les Silésiens, les Rusynes, les Russes, les Slovaques, les Sorabes et les Ukrainiens,[page à préciser],. Les zones linguistiques des Slaves du Nord et des Slaves du Sud ont été séparées par une large zone contenant trois autres communautés linguistiques, à savoir l'allemand, le hongrois et le roumain.
En termes de linguistique, les différences relevées sont plus flagrantes entre les langues slaves du sud et le reste des langues slaves[page à préciser]. Il existe de nombreuses exceptions et des dialectes à part entière qui rompent la division entre les langues slaves orientales et occidentales[page à préciser]. Il est donc plus cohérent de diviser les Slaves en deux principaux groupes linguistiques : les Slaves du Nord, et les Slaves du Sud, pouvant de même être subdivisés en langues du Nord-Ouest (tchèque, cachoube, polonais, silésien[Pas dans la source], slovaque et sorabe) et ceux du Nord-Est (biélorusse, russe, Rusyn,[Pas dans la source] et ukrainien)[page à préciser] – tandis que la branche sud est divisée en groupes des langues du sud-ouest (serbo-croate et slovène) et des langues du sud-est (bulgare et macédonien). Ce modèle est considéré comme linguistiquement bien plus précis que la distinction entre le sud, l'est, et l'ouest[page à préciser]. Le géographe et chercheur O.T. Ford (de l'université de Californie) note par ailleurs que les Slaves sont « conventionnellement » divisés en trois sous-branches (Ouest, Est, Sud), mais qu'« en réalité », ils sont isolés géographiquement en deux bandes formant deux continuums dialectaux : le Nord et le Sud – un point de vue qui est partagé également par le linguiste polonais Tomasz Kamusella,.. Remontant à la scission de l'Est grec et de l'Ouest latin à la fin de l'Antiquité, il existe des divisions culturelles au sein des langues slaves du Nord en ce qui concerne les systèmes d'écriture et les religions : les langues slaves occidentales utilisent principalement des versions de l'écriture latine, et ont (ou ont historiquement eu) une population majoritairement catholique, tandis que les langues slaves orientales sont de manière générale écrites en écriture cyrillique et ont (ou ont historiquement eu) une population majoritairement orthodoxe. Une division est-ouest similaire existe pour les personnes parlant des langues slaves du sud dans les Balkans, bien que l'écriture latine se répande dans les pays où le serbo-croate est fréquemment parlé, et où la population est majoritairement orthodoxe, comme au Monténégro. Les territoires de langue slave du nord et du sud sont donc généralement divisés géographiquement entre le christianisme oriental et occidental, la majorité des croyants orthodoxes orientaux se trouvant en effet dans les parties orientales des régions slaves du nord et du sud, alors qu'une minorité est composées de catholiques de rite oriental.
- Le concept a également été utilisé dans les études archéologiques ainsi que dans celles des croyances préchrétiennes des peuples slaves du haut Moyen Âge par des chercheurs des années 2010[23],[24][pas clair].

## Langues construites
Le terme « Slave du Nord » fut utilisé comme nom de plusieurs langues construites aux XXe et XXIe siècles, formant la branche fictive du Nord des langues slaves. Leur principale inspiration est venue de l'absence d'une branche slave du Nord par rapport aux branches slaves traditionnelles de l'Ouest, de l'Est et du Sud. Ils font souvent partie d'un projet d'histoire alternative plus large et peuvent se fonder sur des dialectes du vieux novgorod ou des dialectes russes du Nord, des pidgins historiques (le russenorsk par exemple) ou des langues non slaves interférant avec, comme les langues ouraliennes, baltes ou germaniques du Nord. Voici les exemples les plus connus de langues slaves du nord construites :
- le sévorien (Sievrøsku, 1992), la langue d'une île fictive de la mer Baltique ;
- trois langues d'inspiration ouralienne du projet d'histoire alternative Ill Bethisad :
  - Vozgian (Vŭozgašchai, 1996),
  - Nassian (Naŝica/Nasika, 2001) et
  - Skuodien (2002); et
- Novegradian (Новеградескей лизике, 2006), un projet inscrit dans un contexte fictionnel très élaboré[27].

Le groupe linguistique fictif des langues slaves du nord comprend aussi cinq projets linguistiques interdépendants (Seversk, Slavëni, Slavisk, Lydnevi, Mrezian) créés par le linguiste tchèque Libor Sztemon vers 2001, bien qu'ils manquent d'un contexte fictif et d'une explication de pourquoi on les qualifie de langues slaves du nord.

## Voir également
- Germanique du Sud